# Saint-Cyprien (Les Etchemins)
Pour les articles homonymes, voir Saint-Cyprien.
Saint-Cyprien est une municipalité de paroisse dans la municipalité régionale de comté des Etchemins au Québec (Canada), située dans la région administrative de Chaudière-Appalaches.

## Toponymie
Le nom fait référence à Cyprien de Carthage.

## Histoire

### Chronologie
- 22 février 1918 : Fondation de la municipalité de paroisse de Saint-Cyprien

## Géographie
La rivière Saint-Jean Sud-Ouest délimite le sud-est de la municipalité.

## Démographie
| 1921 | 1931 | 1941 | 1951  | 1956  | 1961  | 1966  | 1971 | 1976 |
| ---- | ---- | ---- | ----- | ----- | ----- | ----- | ---- | ---- |
| 444  | 626  | 950  | 1 058 | 1 104 | 1 101 | 1 056 | 905  | 776  |

| 1981 | 1986 | 1991 | 1996 | 2001 | 2006 | 2011 | 2016 | 2021 |
| ---- | ---- | ---- | ---- | ---- | ---- | ---- | ---- | ---- |
| 838  | 769  | 664  | 617  | 603. | 630  | 548  | 490  | 474  |

## Administration
Les élections municipales se font en bloc pour le maire et les six conseillers.
| Saint-Cyprien Maires depuis 2001                                                                                     |                  |                 |          |
| Élection | Maire            | Qualité         | Résultat |
| 2001 | Michel Lagacé    |                 | Voir     |
| 2005 | Ronald Gosselin  |                 | Voir     |
| 2009 | Ronald Gosselin  | Voir            |          |
| n/d | Réjean Bédard    |                 | Voir     |
| 2013 | Réjean Bédard    | Voir            |          |
| 2017 | Réjean Bédard    | Voir            |          |
| 2021 | Réjean Bédard    | Voir            |          |
| juil. 2023 | Charles Therrien | Maire suppléant | Voir     |
| oct. 2023 | Michel Bernard   |                 | Voir     |
| Élection partielle en italique Depuis 2005, les élections sont simultanées dans toutes les municipalités québécoises |                  |                 |          |